# Vaxis – Act II: A Window of the Waking Mind
Vaxis – Act II: A Window of the Waking Mind es el décimo álbum de estudio de la banda estadounidense de rock progresivo Coheed and Cambria. Fue lanzado el 24 de junio de 2022 a través del sello Roadrunner Records. El álbum, como la mayoría de los álbumes de estudio de la banda, es un álbum conceptual que continúa la historia de Amory Wars.

## Antecedentes y grabación
El trabajo en el álbum se remonta a 2019; en mayo de 2020, el líder Claudio Sánchez declaró que aproximadamente el 75% del álbum ya estaba escrito. Sánchez señaló que, si bien tenía delineado el concepto general de la historia del álbum, le costaba comprender algunos de sus temas tras el estallido de la pandemia de COVID-19. Relató haber comenzado una canción llamada "Hallelujah Quarantine" en septiembre de 2019, que giraba en torno a una organización criminal que abusaba de las cuarentenas voluntarias para robar a la gente. Un concepto que, cuando se escribió, parecía inofensivo, pero con el inicio de los confinamientos por la COVID-19 y las controversias en torno a ellos, se volvió problemático o susceptible de ser malinterpretado. El álbum fue producido por Claudio Sánchez y Zakk Cervini.

## Composición y temas
El álbum es un álbum conceptual que profundiza en la historia establecida en la mayoría de los álbumes de estudio anteriores de la banda, The Amory Wars. Es la segunda parte de un arco argumental de cinco capítulos, descrito por la banda como "una pareja que huye de fuerzas tiránicas y su misteriosa nueva incorporación". Musicalmente, Sanchez señaló que la banda enfatizó trabajar sin limitaciones y asumir riesgos en lugar de "simplemente darles a los fans lo que quieren", algo en lo que, según él, las bandas veteranas a veces caen más adelante en sus carreras.
Además de profundizar en el concepto de la historia, Sanchez ha declarado que varias de las canciones se inspiraron en la pandemia de COVID-19, durante la cual se grabó el álbum. En particular, las canciones exploran los desafíos de vivir en cuarentenas y confinamientos ("Comatose", "A Disappearing Act", "Love Murder One", "The Liars Club"). Otras canciones se inspiraron en el asesinato de George Floyd ("Ladders of Supremacy") y en la relación de Sanchez con su hijo ("Blood", "Rise, Naianasha (Cut the Cord)") y su esposa ("Our Love").

## Lanzamiento
El nombre del álbum, la lista de canciones y la fecha de lanzamiento inicial, el 27 de mayo, se anunciaron por primera vez en enero de 2022. En abril de 2022, la banda anunció que retrasaría el lanzamiento un mes, hasta el 24 de junio, debido a las interrupciones en la cadena de suministro causadas por el confinamiento por COVID en China, lo que imposibilitó el lanzamiento del vinilo en la fecha original. Este álbum es el primero de la banda desde Vaxis – Act I: The Unheavenly Creatures en 2018, el periodo de descanso más largo de su carrera.

## Lista de canciones
Todas las canciones escritas y compuestas por Claudio Sanchez. 
| N.º | Título | Duración |  |
| 1.  | «The Embers of Fire» | 1:35     |  |
| 2.  | «Beautiful Losers» | 3:35     |  |
| 3.  | «Comatose» | 3:10     |  |
| 4.  | «Shoulders» | 3:24     |  |
| 5.  | «A Disappearing Act» | 3:29     |  |
| 6.  | «Love Murder One» | 3:25     |  |
| 7.  | «Blood» | 3:56     |  |
| 8.  | «The Liars Club» | 3:48     |  |
| 9.  | «Bad Man» | 3:28     |  |
| 10. | «Our Love» | 2:28     |  |
| 11. | «Ladders of Supremacy» | 6:48     |  |
| 12. | «Rise, Naianasha (Cut the Cord)» | 5:19     |  |
| 13. | «Window of the Waking Mind" - I. "Time" - II. "The Awakening" - III. "Birth" - IV. "The Mirroring Eyes" - V. "The Mother" - VI. "The Father» | 8:38     |  |

## Posicionamiento en lista
| Lista (2022)                            | Posición |
| --------------------------------------- | -------- |
| Alemania (Offizielle Top 100)           | 27       |
| Australian Digital Albums (ARIA)        | 23       |
| Escocia (Scottish Albums Chart)         | 16       |
| Estados Unidos (Billboard 200)          | 23       |
| Estados Unidos (Top Alternative Albums) | 2        |
| Estados Unidos (Top Hard Rock Albums)   | 1        |
| Estados Unidos (Top Rock Albums)        | 3        |
| Hungría (MAHASZ)                        | 7        |
| Reino Unido (UK Albums Chart)           | 73       |
| Reino Unido (UK Rock & Metal Albums)    | 4        |
| Suiza (Schweizer Hitparade)             | 40       |

## Personal
Coheed and Cambria
- Claudio Sanchez – vocalista, guitarra
- Travis Stever – guitarra, coros
- Zach Cooper – bajo, coros
- Josh Eppard – batería